# Вул, Кристофер
Кристофер Вул (англ. Christopher Wool; род. 1955, Бостон, США) — современный американский художник и скульптор. Живёт и работает в Нью-Йорке.

## Творчество
Кристофер Вул известен благодаря живописи большого формата с изображениями черных букв на белых холстах. В последние годы художник создает абстрактные монохромные полотна, которые выглядят как пересекающиеся слои наносимых и стираемых линий. Вул работает в разных техниках, включая разбрызгивание краски и шелкографию.
Вул начал свою художественную карьеру в 1980-х с использования трафаретов и валиков с узорами, в 1990-х он вернулся к более традиционным способам создания полотен при помощи кисти. С тех пор он экспериментирует с различными способами сочетания сделанного вручную и механически, смешивая уникальное и репродуцируемое.
4 мая 2017 года, на проходящей выставке в Оперной галерее Аспена (штат Колорадо, США), неизвестный мужчина с измененной внешностью, уничтожил картину "Без названия 2004", стоимостью около 3 миллионов долларов. 

## Персональные выставки
| - 1984 Cable Gallery, New York - 1986 Cable Gallery, New York - 1986 Robbin Lockett Gallery, Chicago - 1987 Luhring, Augustine and Hodes Gallery, New York - 1988 Galerie Gisela Capitain, Cologne - 1988 Jean Bernier, Athens - 1988 Luhring, Augustine and Hodes Gallery, New York - 1989 "New Work : Christopher Wool, " San Francisco Museum of Modern Art - 1989 "Monotypes, " Edition Julie Sylvester, New York - 1989 Galerie Max Hetzler, Cologne - 1990 "Works on Paper, " Luhring Augustine, New York - 1990 Daniel Weinberg Gallery, Los Angeles - 1990 Galerie Christian Stein, Torino - 1991 Museum Boymans-van Beuningen, Rotterdam; traveled to Kunsthalle Bern, Switzerland and Kölnischer Kunstverein, Cologne - 1991 Luhring Augustine, New York - 1992 Eli Broad Family Foundation, Los Angeles - 1992 Galerie Peter Pakesch, Vienna - 1992 Galerie Gisela Capitain, Cologne - 1992 Luhring Augustine, New York - 1993 Galerie Max Hetzler, Cologne - 1994 Bruno Brunnet Fine Arts, Berlin | - 1995 Luhring Augustine, New York - 1995 Galerie Samia Saouma, Paris - 1996 Galerie Gisela Capitain, Cologne - 1997 Portofolio Kunst AG, Vienna - 1997 Eleni Koroneou, Athens - 1997 Luhring Augustine, New York - 1997 Taka Ishii Gallery, Tokyo - 1998 Museum of Contemporary Art, Los Angeles; traveled to Carnegie Museum of Art, Pittsburgh; Kunsthalle Basel, Базель - 1998 Ophiuchus Collection, The Hydra Workshop, Greece - 1998 Galerie Max Hetzler, Berlin - 1999 Centre d’Art Contemporain Geneve, Geneva - 2000 «Black Book Drawings 1989,» Skarstedt Fine Art, New York - 2000 Eleni Koroneou Gallery, Athens - 2001 Secession, Vienna - 2001 Luhring Augustine, New York - 2001 "9th Street Run Down, " 11 Duke Street, London - 2001 "9th Street Run Down, " Galerie Micheline Szwajcer, Antwerp - 2002 "Crosstown Crosstown, " Le consortium, Dijon; traveled to Dundee Contemporary Arts, Dundee, Scotland - 2002 Galerie Max Hetzler, Berlin - 2003 Galerie Gisela Capitain, Cologne - 2004 Camden Arts Centre, London | - 2004 Galerie Micheline Szwajcer, Antwerp - 2004 Luhring Augustine, New York - 2004 Taka Ishii Gallery, Tokyo - 2005 Gio Marconi, Milan - 2005 Christian Stein, Milan - 2006 ETH (Swiss Federal Institute of Technology), Zurich - 2006 Gagosian Gallery, Los Angeles - 2006 Instituto Valenciano de Arte Moderno, Valencia; traveling to Musee d’Art Moderne et Contemporain, Strasbourg - 2006 Simon Lee Gallery, London - 2007 «Pattern Paintings, 1987—2000,» Skarstedt Gallery, New York - 2007 Galerie Max Hetzler, Berlin - 2007 Eleni Koroneou Gallery, Athens - 2008 Luhring Augustine, New York - 2008 Museum de Arte Contemporanea de Serralves, Porto - 2009 Galerie Micheline Szwajcer, Antwerp - 2009 Museum Ludwig, Cologne |

## Публичные коллекции
| - Baltimore Museum of Art - Emanuel Hoffman Foundation, Basel - Kunsthalle Basel - Museum of Fine Art, Boston - Art Institute of Chicago - Museum of Contemporary Art, Chicago - Museum Ludwig, Cologne - Dallas Museum of Art - FRAC Nord — Pas de Calais, Dunkerque - Tate Modern, London - Eli Broad Family Foundation, Los Angeles - Museum of Contemporary Art, Los Angeles | - Hammer Museum, Los Angeles - Milwaukee Art Museum - Walker Art Center, Minneapolis - Musee D’Art Contemporain, Montreal - Whitney Museum of American Art, New York - Museum of Modern Art, New York - Centre Pompidou, Paris - Musée d’Art moderne de la Ville de Paris - Philadelphia Museum of Art, Philadelphia - Carnegie Museum of Art, Pittsburgh - Museum Boijmans Van Beuningen, Rotterdam - Museum of Modern Art, San Francisco | - St. Louis Art Museum - Musee d’art Moderne et Contemporain, Strasbourg - Staatsgalerie Stuttgart - Art Gallery of Ontario, Toronto - Museum Moderner Kunst, Vienna - Albertina Museum, Vienna - Hirshhorn Museum, Washington D.C. - Graphische Sammlung der ETH, Zurich - Kunsthaus Zurich |